# RPP40
RPP40 (англ. Ribonuclease P/MRP subunit p40) – білок, який кодується однойменним геном, розташованим у людей на короткому плечі 6-ї хромосоми. Довжина поліпептидного ланцюга білка становить 363 амінокислот, а молекулярна маса — 41 834.
| 10         |  | 20         |  | 30         |  | 40         |  | 50         |
| ---------- |  | ---------- |  | ---------- |  | ---------- |  | ---------- |
| MATLRRLREA |  | PRHLLVCEKS |  | NFGNHKSRHR |  | HLVQTHYYNY |  | RVSFLIPECG |
| ILSEELKNLV |  | MNTGPYYFVK |  | NLPLHELITP |  | EFISTFIKKG |  | SCYALTYNTH |
| IDEDNTVALL |  | PNGKLILSLD |  | KDTYEETGLQ |  | GHPSQFSGRK |  | IMKFIVSIDL |
| MELSLNLDSK |  | KYERISWSFK |  | EKKPLKFDFL |  | LAWHKTGSEE |  | STMMSYFSKY |
| QIQEHQPKVA |  | LSTLRDLQCP |  | VLQSSELEGT |  | PEVSCRALEL |  | FDWLGAVFSN |
| VDLNNEPNNF |  | ISTYCCPEPS |  | TVVAKAYLCT |  | ITGFILPEKI |  | CLLLEHLCHY |
| FDEPKLAPWV |  | TLSVQGFADS |  | PVSWEKNEHG |  | FRKGGEHLYN |  | FVIFNNQDYW |
| LQMAVGANDH |  | CPP        |  |            |  |            |  |            |

A: Аланін

C: Цистеїн

D: Аспарагінова кислота

E: Глутамінова кислота

F: Фенілаланін

G: Гліцин

H: Гістидин

I: Ізолейцин

K: Лізин

L: Лейцин

M: Метіонін

N: Аспарагін

P: Пролін

Q: Глутамін

R: Аргінін

S: Серин

T: Треонін

V: Валін

W: Триптофан

Кодований геном білок за функцією належить до гідролаз. 
Задіяний у таких біологічних процесах, як процесинг тРНК, альтернативний сплайсинг. 
Локалізований у ядрі.